# Сабиле
Са́биле (латыш. Sabileо файле; до 1917 года — Ца́бельн) — город в Талсинском крае Латвии. В отличие от Кандавы, расположенной на горе, Сабиле находится в долине реки Абавы. По данным на 2006 год, население Сабиле составляло 1720 человек.

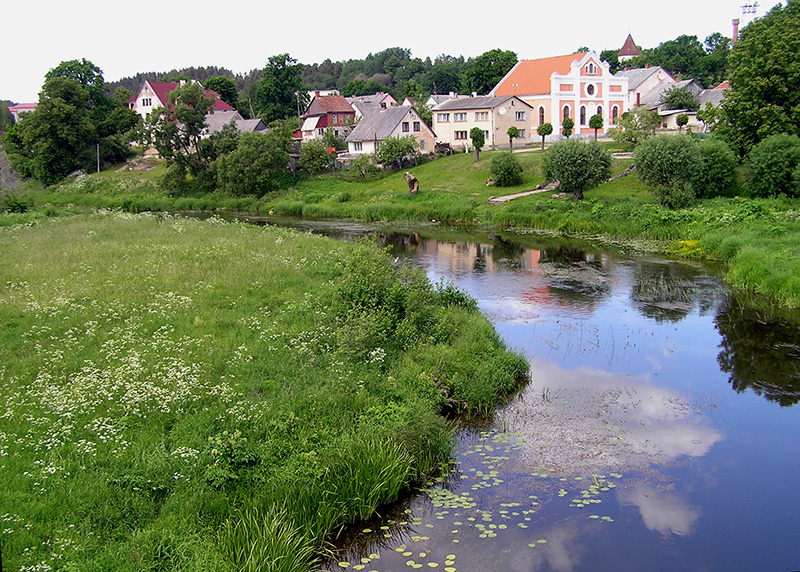
Сабиле

## История

### Ранняя история
В исторических источниках Сабиле (Цабельн) впервые упоминается в 1253 году, но ещё значительно раньше здесь существовал укреплённый замок куршей с поселением.
Примерно в конце XIII — начале XIV веков немецкие феодалы построили тут свой замок, при котором стало формироваться поселение.
Во времена Курляндского герцогства Цабельном управлял кандавский гауптман. При Готхарде Кетлере здесь создана первая школа.
Населённый пункт сильно пострадал от польско-шведских войн. В 1703 году шведы разрушили его практически до основания; в 1710 году уцелевшему населению нанесла тяжкий урон эпидемия чумы.
В годы правления герцога Якоба Цабельн превратился в ремесленно-торговый центр. Здесь действовали герцогская крепостническая льноткацкая мануфактура, мукомольня, смолокурня, металлоплавильня. Но из-за непрерывных войн и эпидемий Цабельн захирел. В 1822 году в его окрестностях разразились крестьянские волнения из-за возросшего бремени барщины. В середине XIX века он стал оживлённым хозяйственным центром, тут работало много кожевников. По объёму выделки кож Цабельн превосходили только Туккум и Митава. В 1897 году его население насчитывало 1680 человек.

### Начало XX века
Жители Цабельна приняли активное участие в революционных событиях 1905 года. В здесь состоялись митинги. Для подавления революционного движения был выслан поезд с войсками, однако он вернулся в Туккум, потому что в окрестностях Цабельна стендские боевики заняли отдельные отрезки железнодорожного пути. 28 декабря в Цабельн прибыла карательная экспедиция — два конных эскадрона с двумя пушками. В Стрункских соснах были расстреляны революционеры Вольф и Керн. После подавления революции в окрестностях действовали группы лесных братьев.
Во время Первой мировой войны часть жителей Цабельна снялась с родных мест. С 1915 года он находился под немецкой оккупацией.
В начале 1919 года здесь установилась советская власть, которая осуществила ряд преобразований, но уже 14 марта немецкий ландесвер занял Сабиле. Многих советских активистов убили у часовни барона Бринкена и Жертвенной горы.
По окончании Войны за независимость Латвии Сабиле вошёл в состав Латвийской Республики.
В 1917 году Сабиле получил статус города. В 1927 году границы города расширили за счёт земель двух окрестных поместий. Во время 1-й Латвийской Республики в Сабиле действовало несколько мелких промышленных предприятий.
Во время немецкой оккупации, в 1941 году 270 мирных жителей (в основном евреев) были расстреляны у Свентской мельницы, которая находилась примерно в 6 км от Сабиле.

## Транспорт

### Автодороги
Через Сабиле проходит региональная автодорога P130 Лигас — Кандава — Веги. Среди местных автодорог значимы: V1300 Кабиле — Сабиле и V1402 Стенде — Сабиле — Пуцес.

### Междугородное автобусное сообщение
Основные маршруты: Сабиле — Кандава — Тукумс — Рига; Сабиле — Кулдига — Лиепая; Сабиле — Талси; Сабиле — Салдус.

## Достопримечательности

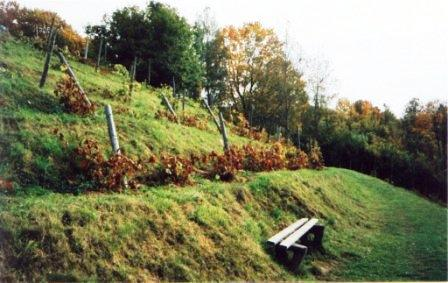
Винная гора в Сабиле

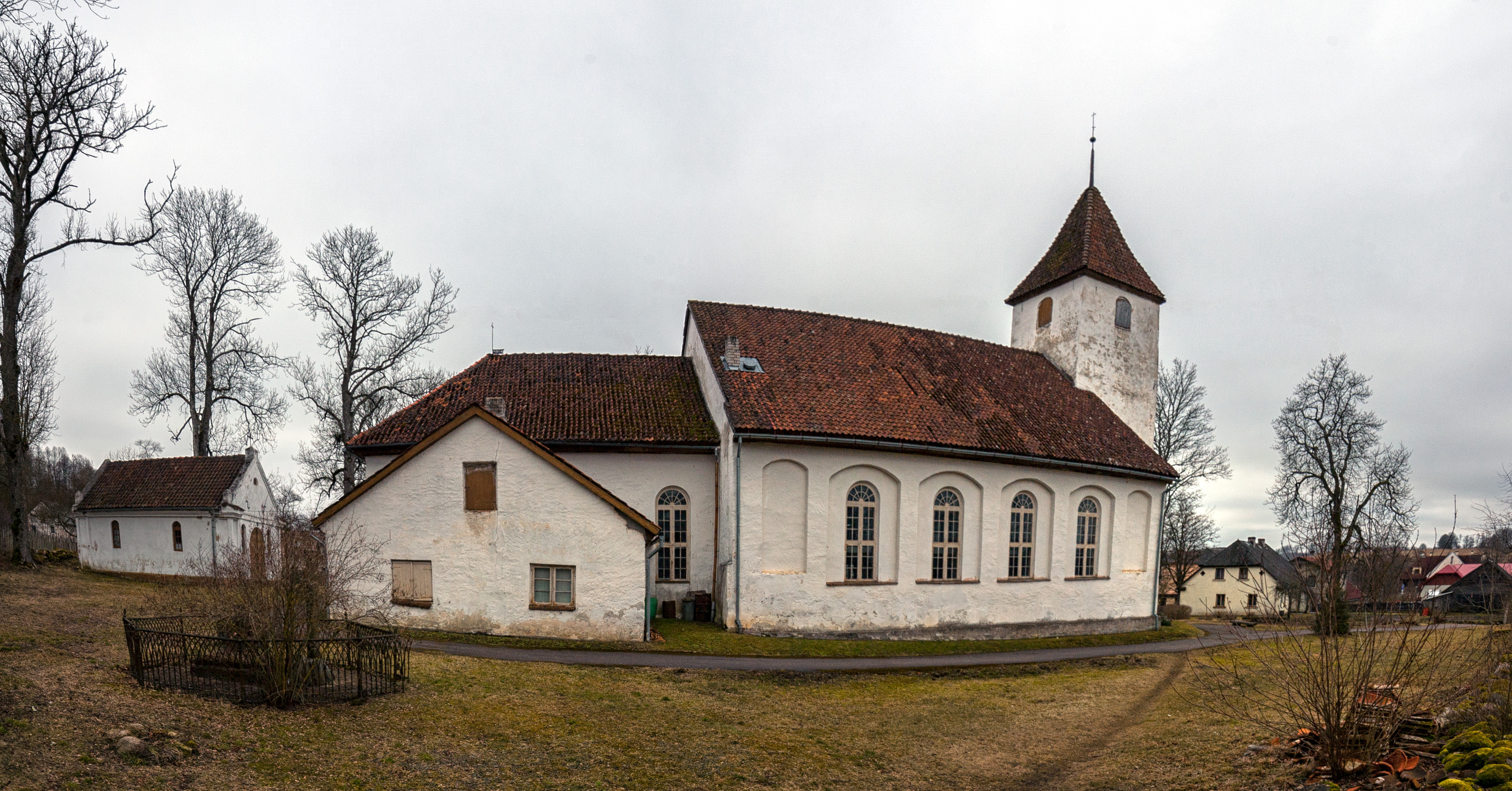
Лютеранская церковь

Одна из достопримечательностей Сабиле — Винная гора, возвышенность (высотой 33,5 метра над уровнем реки Абавы), на которой расположен самый северный в мире виноградник. Ещё в период правления Ливонского ордена в XVI—XVII веках на склоне правого берега Абавы раскинулись обширные виноградные плантации. Сабильское вино высоко ценилось во всех орденских замках Курсы (Курземе), его даже отправляли за границу. Правда, в последующие годы виноградники захирели. На нынешней Винной горе, на террасе правого склона долины реки Абавы, рядом с древним Куршским городищем, первый дикий виноград был высажен в 1937 году. Сейчас на площади около 1,5 га растёт примерно 2000 видов винограда.
На правом берегу реки Абавы между двумя обрывами возвышается куршское городище. Оно до сих пор не исследовано. При прокладке тропинок здесь обнаружены железные наконечники стрел, кремнёвые топоры и другие предметы древности. С городища открывается красивый вид на город и своеобразную Абавскую долину, парк на берегах речки Румбулы (приток Абавы) и Муйжаранский косогор.
Недалеко от городища, по левую сторону от Стендской дороги в конце улицы Талсу на берегу древнего русла виднеется небольшой пригорок. Это Висельная, или Жертвенная, гора, древнее культовое место куршей. Феодалы превратили его в место казни непокорных крестьян, построили виселицы. Теперь это в прошлом мрачное место облюбовали лыжники.
Неподалёку расположен памятник архитектуры XVII века — построенная в романском стиле лютеранская церковь. Церковная кафедра выдержана в стиле барокко. Украшающая её резьба по дереву, а также два подсвечника включены в список памятников искусства. Скамьи изготовлены в готическом стиле во второй половине XIX века, а алтарь в псевдоампирном стиле — в 1876 году. Алтарная картина художника Вольфа «Распятый на кресте» в 1861 году привезена из Дрездена.
На правом берегу Абавы простирается разбитый в 1955 году Парк культуры. От улицы Вентспилс к нему ведёт аллея лип, клёнов, ясеней, берёз и других деревьев (доходит до Яунсабиле). Двумя километрами ниже моста через Абаву песчаный берег реки напоминает Рижское взморье, поэтому жители Сабиле прозвали его Сабильским «взморьем». За Яунсабиле высится поросшая соснами Мотыльковая гора. Красивый вид на долину Абавы открывается с Кумерманьского и Кортского косогоров. Они поросли липой, орешником, ивняком. На Кортском косогоре растут также осины, ели и дикие яблони. В направлении к Абавскому водопаду начинается прибрежный лес.
В направлении к Кулдиге в 4 км от центра Сабиле расположен живописный водопад (Абавская румба). Его высота — 2,5-3 м. Возле водопада правый берег Абавы пологий, поросший ольхой. Между Сабиле и водопадом река Абава протекает по широкой долине. У водопада на правом берегу рукав реки, изгибаясь, образовал Цыганский остров.
В 2 км от центра Сабиле, напротив Друбежи, на левом берегу Абавы бьёт Сабильский серный источник. Его вода, чуть красноватого оттенка, содержит соединения железа. За спортивной площадкой, между городом и серным источником, Абава, выходя из берегов, оставляет после спада воды толстый слой ила.
В этой местности расположен большой могильник ливов, так называемое Русское, или Шведское кладбище. Археологами изучены 25 захоронений. Там найдены серебряные и бронзовые украшения, железные наконечники копий, черепки глиняной посуды и другие предметы, относящиеся к X—XI векам нашей эры.
Примерно в 0,2 км ниже Абавского моста, образуя небольшой островок, в Абаву впадает Румбула. Эта мелкая речушка с каменистым дном, начинаясь в Ромесском болоте, вливается в Бринькское озеро, а затем, вытекая из него, достигает Абавы. Воды Румбулы намыли овраг с крутыми склонами. На территории Сабиле на берегах речки простирается Булский парк с красивой рощей. Здесь находится памятник архитектуры 80-х годов XVIII века — часовня барона Бринкена, выстроенная в стиле классицизма с признаками барокко.
В 1980 году в городе и его окрестностях проходили съёмки детского фильма "Не будь этой девчонки".